# Roberto de Württemberg
Roberto Maria Clemente Filipe José de Württemberg (Robert Maria Klemens Philipp Joseph von Württemberg Merano, Áustria-Hungria, 14 de janeiro de 1873 – Schloss Altshausen, Altshausen, 12 de abril de 1947) foi um membro da Casa de Württemberg e Duque de Württemberg.

## Família
Roberto era o quarto filho do duque Filipe de Württemberg e sua esposa Maria Teresa da Áustria. Roberto pertencia à um ramo da casa de Württemberg, descendente do duque Frederico II Eugénio de Württemberg. Com a extinção do ramo mais velho em 1921, o ramo ducal tornou-se o ramo dinástico principal da casa.

## Casamento
Roberto casou-se com a arquiduquesa Maria Imaculada da Áustria, sétima filha, quinta e última menina, do arquiduque Carlos Salvador da Áustria e sua esposa Maria Imaculada das Duas Sicílias, em 29 de outubro de 1900 em Viena. Roberto e Maria Imaculada não tiveram filhos.

## Títulos e estilos
- 14 de janeiro de 1873 – 12 de abril de 1947: Sua Alteza Real Duque Roberto de Württemberg